# 斯特里汉齐 (伊万诺-弗兰科夫斯克州)
49°0′14″N 24°54′18″E / 49.00389°N 24.90500°E
斯特里汉齊（烏克蘭語：Стриганці），是烏克蘭的村落，位於該國西部伊萬諾-弗蘭科夫斯克州，由伊万诺-弗兰科夫斯克区叶祖皮尔市镇負責管轄，始建1624年，面積14平方公里，2001年人口972，人口密度每平方公里69.6人。